# Тёрнер, Синтия
Синтия Тёрнер (англ. Cynthia Turner; 1932—2021) — мальтийская пианистка.

## Биография
Тёрнер родилась в Валлетте в 1932 году. Она училась в школе монастыря Святейшего Сердца. Синтия была известной пианисткой на Мальте. 15 ноября 1967 года она сыграла для королевы Елизаветы в королевском представлении музыку  французского композитора Франсиса Пуленка  в театре Маноэль. Выступала на сценах, кабельном радио, радио и телевидении на Мальте, в Италии, Франции, Германии и Египте. Она была замужем за Энтони Каруаной, у них было двое сыновей: Николас и Кристофер — и пятеро внуков. В последний год жизни Тёрнер получила перелом бедра и запястья, а затем заразилась коронавирусом во время пандемии COVID-19 на Мальте. Она умерла 1 февраля 2021 года, в 88 лет.

## Награды
Тёрнер получила несколько наград. Она стала кавалером ордена Академических пальм и стала сотрудником Королевской академии музыки в Лондоне.
В 1987 году, когда Национальный совет женщин на Мальте основал музыкальный конкурс Бисе Мицци Вассалло, Тёрнер стала членом оргкомитета, возглавляла арбитражную комиссию всех розыгрышей конкурса.
В 2004 году она получила Орден Заслуг — одну из высших государственных наград Мальты.